# 濯港站
濯港站是一个合九线上的铁路车站，位于湖北省黄冈市黄梅县濯港镇，建于1995年，目前为四等站，邮政编码为436507。濯港站是上海铁路局在合九铁路管辖的最后一站，目前不办理客、货运营业。